# Blyxa vietii
Blyxa vietii là một loài thực vật có hoa trong họ Hydrocharitaceae. Loài này được C.D.K.Cook & Luond mô tả khoa học đầu tiên năm 1980.